# Jakobsbergs GoIF
Jakobsbergs GoIF är en idrottsförening i Jakobsberg, Sverige med bland annat handboll på programmet. Herrfotboll  uppgick 1993 i FC Järfälla och damfotbollen gjorde samma sak 2003.
Klubben blev svenska mästare i fotboll för damer 1977. Man kom också tvåa 1975, efter finalstryk mot Öxabäcks IF, där man förlorade på straffar.

### Fotnoter
1. ↑  ”Om FC Järfälla”. FC Järfälla. http://www.fcjarfalla.se/About. Läst 27 januari 2015.
2. ↑  ”Svenska mästarinnor & publiksnitt 1973-”. Svenska Fotbollförbundet. Arkiverad från originalet den 20 april 2017. https://web.archive.org/web/20170420082130/http://svenskfotboll.se/damallsvenskan/historik/. Läst 15 oktober 2011.
3. ↑  ”år för år...1975”. Svenska Fotbollförbundet. 27 februari 1975. Arkiverad från originalet den 16 augusti 2012. https://web.archive.org/web/20120816063942/http://fogis.se/om-svff/ar-for-ar/artalen/?profile=16695. Läst 15 oktober 2011.